# رسانه‌های آفریقای جنوبی
آفریقای جنوبی دارای مطبوعات آزاد و بسیارقوی است که عملکرد دولت را طبق عادت شکل گرفته در دوران آپارتاید به چالش می‌کشند. اغلب رسوایی براساس گزارش‌های مطبوعات از فساد دولتی به وجود آمده‌است که در مواردی مانند رسوایی شرکت شیک اتهامات وارده درست بوده‌ است در این مورد ژاکوب زوما معاون رئیس‌جمهور نیز مورد اتهام قرار گرفت. یا اتهامات وارد به وینی ماندلا نماینده مجلس دیدگاه دولت در مورد انتخابات پارلمانی سال ۲۰۰۵ زیمبابوه و مسئله (ایدز) از عناوین مهم خبری در سال‌های اخیر بوده‌اند.
اگر چه آفریقای جنوبی امروزی یکی از کشورهاى پیشرفته در زمینه شبکه‌های خبری و رسانه‌ای است اما جزء آخرین کشورهایی بود که اجازه استفاده از تلویزیون را صادر کرد و پخش تلویزیونی در این کشور از سال ۱۹۷۵ آغاز شد. در پایان آپارتاید در سال ۱۹۹۴ شبکه‌های تلویزیونی   مناطق شهری آفریقای جنوبی   برخی از مناطق کم جمعیت تر را پوشش دادند و شبکه‌های رادیویی در کل کشور مهمان خانه‌های مردم شدند.
طی دوران آپارتاید اغلب ایستگاه‌های رادیویی و کانال‌های تلویزیونی توسط شرکت پخش رسانه‌ای آفریقای جنوبی (SABC) اداره می‌شد و دولت وظیفه کنترل و سانسور شدید اطلاعات را برعهده داشت و تنها چندین شبکهٔ محلی به صورت محدود فعالیت می‌کردند. با پیدایش خانه‌های مادری سیاه پوستان مستقل (یا بانتوزان)ها) در دهه ۱۹۷۰شبکه‌های تلویزیونی و رادیویی خارج از کنترل دولت،  شکل گرفتند. پس از زوال آپارتاید صنعت رسانه دچار تحول شده و بسیاری از شبکه‌های تلویزیونی و ایستگاه‌های رادیویی SABC و ایستگاه‌های بانتوزان‌ها خصوصی شدند و اغلب آن‌ها به شرکت‌های تحت مدیریت سیاه پوستان فروخته شدند. هم‌اکنون سه شبکه تلویزیونی SABC در حال فعالیت هستند.
در سال ۱۹۸۱ [SABC] اولین شبکه تلویزیونی آفریقایی در دوران آپارتاید را روی آنت برد و دومین شبکه هم در همین دهه به آن اضافه شد. در سال ۱۹۸۶ با ورود یک شبکه تلویزیونی خصوصی به نام M – Net دوران یکه تازی تلویزیون SABC به پایان رسید M – Net از پخش اخبار منع شده بود.
هم اکنون آفریقا دو شبکه تلویزیونی رایگان (SABC و Etv آفریقای جنوبی) و یک شبکه اشتراکی (M – Net) دارد و دسترسی به شبکه ماهواره‌ای (DStv) توسط M – Net امکان‌پذیر است. e.tv مجاز به ارائه خدمات تلویزیونی اخباری مستقل است. SABC اخبار و کانال‌های سرگرمی را از طریق ماهواره در سراسر آفریقا پخش می‌کند.